# Navadna zvezdica
Navadna zvezdica, tudi kurja črevca (znanstveno ime Stellaria media) je zelnata rastlina iz družine klinčnic, ki je pogost plevel skozi vse leto po Evropi in Severni Ameriki.

## Opis
Rastlina ima nežne bele posamične cvetove in drobne srčasto oblikovane listke. Ponekod po Evropi so jo zelo cenili kot zdravilno zelišče, ki vsebuje veliko vitamina C, beta karotena, magnezija, kalcija ter drugih vitaminov in mineralov. Drobni cvetovi in lističi se za prehrano lahko nabirajo celo poletje. Cveti od aprila do oktobra. Od ostalih podobnih rastlin iz družine klinčnic se navadna zvezdica loči po tem, da ima steblo poraščeno z drobnimi dlačicami le po eni strani in v strnjenem pasu, medtem ko imajo nekatere podobne vrste stebla poraščena povsod. 
Ime kurja črevca se je uveljavilo zaradi dolgih plazečih in med seboj prepletenih stebel, ki pri puljenju spominjajo na čreva perutnine. Rastlina se je sposobna izjemno hitro ter na gosto razširiti po vlažnih delih vrtov in njiv, kjer je zemlja revna z dušikom. Ob zanemarjanju polj lahko navadna zvezdica preraste večje dele z žitom posejanih njiv in tako zmanjša pridelek. Na poljih ječmena lahko razraščena navadna zvezdica povzroči tudi do 80% manjši razrast ječmena.

## Zdravilne lastnosti
Rastlina se danes v farmacevtski industriji uveljavlja kot surovina za izdelavo različnih krem zoper gubice in izsušitev kože. Pripravki iz navadne zvezdice se v ljudskem zdravilstvu sicer uporablja tudi za pospeševanje celjenje ran, zdravilo za gnojne bule in izpuščaje, kot poparek ali prevretek pa so včasih uporabljali tudi kot zdravilo za mehčanje sluzi v pljučih ter za lažje izkašljevanje, pa tudi kot zdravilo za ledvice, mehur in hemoroide. Čaj iz kurjih črevc naj bi spodbujal tudi prebavo. Užitni so tudi surovi cvetovi in lističi, ki se mladi lahko uživajo kot solata..
Rastlina vsebuje tudi saponine, ki v velikih količinah lahko privedejo do zastrupitve. Obstajajo podatki o zastrupitvah živine z navadno zvezdico, vendar so taki primeri izjemno redki.